# Lipová (okres Nové Zámky)
Lipová je obec na Slovensku v Nitranském kraji v okrese Nové Zámky. Žije v ní přibližně 1 500 obyvatel. Obec vznikla v roce 1960 sloučením obcí Ondrochov a Mlýnský Sek.

## Historie

### Ondrochov
První písemná zmínka o obci Ondrochov pochází z roku 1156, kde se uvádí pod názvem Vldruc, později Ondruch a od roku 1951 Ondrochov, německy Onderhof a maďarsky Ondrohö. Zámek a hospodářský dvůr nechala postavit šlechta z Ondrochova. V roce 1311 v okolí bojovala vojska Matúše Čáka Trenčanského, která obec zpustošila. Obdobně byla obec zničena během husitských válek.
V roce 1550 vtrhli na území obce Turci a zničili zámek, který byl opuštěn a později zbořen. Další nájezdy Turků přišly v letech 1660, 1663 a 1664.
V 16. století vlastnili obec Ujfaluszyové a Ocskayovci, na konci 19. století byl vlastníkem rod Károlyiů.
V roce 1787 žilo ve 20 domech 162 obyvatel a v roce 1828 bylo v obci 19 domů a 135 obyvatel. V roce 1876 byla uvedena do provozu železniční trať Šurany–Nitra. V roce 1881 byl Ondrochov přičleněn k obci Mlynský Sek. V letech 1951 až 1960 byl samostatnou obcí.

### Mlynský Sek
První písemná zmínka o obci Mlynský Sek pochází z roku 1367, kdy byl rozdělen mezi šlechtu ze Seku (de Zeg). V té době vznikl Malý a Velký Sek. Z Velkého Seku vznikl Molmuzegh (Mlynský Sek), který je písemně doložen v roce 1379. Do 15. století byl ve vlastnictví Szegiovců a panství Šurany. Na konci 16. a začátku 17. století byla obec zničena Turky. Dosídlena byla v 18. století. V roce 1787 bylo v obci 45 domů a 328 obyvatel, v roce 1828 žilo v 51 domech 372 obyvatel.
Obě obce byly v roce 1960 sloučeny pod novým názvem Lipová. Hlavní obživou bylo zemědělství. Od roku 1998 je obec samostatnou farností.

## Přírodní poměry
Území obce leží v Podunajské nížině na styku aluviální nivy řeky Nitry, která patří do celku Podunajské roviny, a na východním okraji Nitranské pahorkatiny, podcelku Podunajská pahorkatina. Nadmořská výška území obce se pohybuje v rozmezí 123 až 130 metrů, její střed je ve výšce 126 metrů. Obec se rozkládá na nízkém valu na obou březích řeky Nitry (dříve Stará Nitra). Rovinaté odlesněné území leží na nivách a terasách pokrytých spraší. Ve vsi se nachází chráněný areál Lipovský park.
Části obce: Dvor Mumlov, Mlynský Sek, Ondrochov, Šuriansky rad.
Obec sousedí s obcemi Komjatice a Šurany.

## Pamětihodnosti
V obci je římskokatolický kostel Panny Marie Sedmibolestné z roku 1871. V části Mlynský Sek stojí neogotický zámek z roku 1903, který nechali postavit Elekovci. Zámek od roku 1947 slouží sociálním účelům.